# Lijst van rijksmonumenten in Bellingwolde
Bellingwolde telt 41 inschrijvingen in het rijksmonumentenregister. Hieronder een overzicht. 
Voor een overzicht van beschikbare afbeeldingen zie de categorie Rijksmonumenten in Bellingwolde op Wikimedia Commons.
| Object                                                                                            | Oorspronkelijke functie?  | Bouwjaar                                                                                         | Architect                                | Locatie             | Coördinaten?                 | Nr.?   | Afbeelding                                                                                     |
| ------------------------------------------------------------------------------------------------- | ------------------------- | ------------------------------------------------------------------------------------------------ | ---------------------------------------- | ------------------- | ---------------------------- | ------ | ---------------------------------------------------------------------------------------------- |
| Grote boerderij van het Oldambster type met brede schuur                                          | Boerderij                 | 18e eeuw (eerste vermelding) na 1897 (verb.)                                                     |                                          | Hoofdweg 66         | 53° 6' 16" NB, 7° 9' 11" OL  | 8893   | Meer afbeeldingen                                                                              |
| Boerderij van het Oldambtster type                                                                | Boerderij                 | 1878                                                                                             |                                          | Hoofdweg 37         | 53° 6' 7" NB, 7° 8' 47" OL   | 8894   | Meer afbeeldingen                                                                              |
| Voorm. raadhuis annex hotel-café                                                                  | Bestuursgebouw en onderdl | 1836 1870 (uitbr.)                                                                               |                                          | Hoofdweg 162        | 53° 6' 45" NB, 7° 9' 46" OL  | 8895   | Meer afbeeldingen                                                                              |
| Dwarshuis met omlijste ingang en forse kroonlijst onder schilddak met hoekschoorstenen met borden | Woonhuis                  | ca. 1860                                                                                         |                                          | Hoofdweg 164        | 53° 6' 46" NB, 7° 9' 46" OL  | 8896   | Meer afbeeldingen                                                                              |
| Blokvormig pand met lage zolderverdieping onder schilddak met hoekschoorstenen                    | Woonhuis                  | 1859                                                                                             |                                          | Hoofdweg 222        | 53° 6' 59" NB, 7° 9' 57" OL  | 8897   | Meer afbeeldingen                                                                              |
| Magnuskerk                                                                                        | Kerk en kerkonderdeel     | 1527 (herb.) 1720 (toren) eind 18e eeuw (verb.) ca. 1890 (consistorie) 1909 (spits) 1929 (rest.) |                                          | Hoofdweg 227        | 53° 7' 13" NB, 7° 9' 59" OL  | 8898   | Meer afbeeldingen                                                                              |
| Voorm. rechthuis van Westerwolde (tot 1811)                                                       | Gerechtsgebouw            | 1643 (kern verm. ouder) 1956-'57 (rest.)                                                         |                                          | Hoofdweg 235        | 53° 7' 15" NB, 7° 9' 59" OL  | 8899   | Meer afbeeldingen                                                                              |
| Pand met twee evenwijdige dwarshuizen onder schilddak                                             | Woonhuis                  |                                                                                                  |                                          | Hoofdweg 290        | 53° 7' 26" NB, 7° 10' 11" OL | 8900   | Meer afbeeldingen                                                                              |
| Eenvoudig pand onder zadeldak met afluiving tegen topgevel                                        | Woonhuis                  |                                                                                                  |                                          | Hoofdweg 299        | 53° 7' 37" NB, 7° 10' 17" OL | 8902   | Meer afbeeldingen                                                                              |
| Boerderij van het Oldambster type                                                                 | Boerderij                 | ca. 1850                                                                                         |                                          | Hoofdweg 306        | 53° 7' 31" NB, 7° 10' 17" OL | 8904   | Meer afbeeldingen                                                                              |
| Molenaarshuis                                                                                     | Woonhuis                  | ca. 1855                                                                                         |                                          | Hoofdweg 312        | 53° 7' 34" NB, 7° 10' 17" OL | 8905   | Meer afbeeldingen                                                                              |
| Veldkamp's Meuln                                                                                  | Industrie- en poldermolen | 1855 1960-'62 (rest.) 1974 en 1976 (herst.) 2002 (rest.)                                         | R. Streuper (1960-'62) Doornbosch (2002) | Hoofdweg 314        | 53° 7' 33" NB, 7° 10' 19" OL | 8906   | Meer afbeeldingen                                                                              |
| Boerderij van het Oldambtster type                                                                | Boerderij                 |                                                                                                  |                                          | Koudehoek 2         | 53° 8' 38" NB, 7° 8' 38" OL  | 8907   | Boerderij van het Oldambtster type                                                             |
| Flèche de Leethe                                                                                  | Fort, vesting en -onderdl | 1797                                                                                             | Gen. van Hooff                           | Batterijweg         | 53° 7' 26" NB, 7° 11' 1" OL  | 8909   | Meer afbeeldingen                                                                              |
| Keuterboerderij in ambachtelijk-traditionele stijl                                                | Boerderij                 | 1870                                                                                             |                                          | Wymeersterweg 1     | 53° 7' 46" NB, 7° 10' 22" OL | 520882 | Meer afbeeldingen                                                                              |
| Stookhut                                                                                          | Boerderij                 | ca. 1870                                                                                         |                                          | bij Wymeersterweg 1 | 53° 7' 46" NB, 7° 10' 22" OL | 520883 | Meer afbeeldingen                                                                              |
| Keuterboerderij met krimp onder driezijdig schilddak                                              | Boerderij                 | 1850-1875                                                                                        |                                          | Wymeersterweg 2     | 53° 7' 47" NB, 7° 10' 24" OL | 520885 | Meer afbeeldingen                                                                              |
| Stookhut                                                                                          | Boerderij                 |                                                                                                  |                                          | bij Wymeersterweg 2 | 53° 7' 47" NB, 7° 10' 24" OL | 520886 | Meer afbeeldingen                                                                              |
| Dwarshuisboerderij in eclectische stijl met classicistische motieven                              | Boerderij                 | 1898                                                                                             |                                          | Hoofdweg 303        | 53° 7' 40" NB, 7° 10' 17" OL | 520888 | Meer afbeeldingen                                                                              |
| Stookhut                                                                                          | Boerderij                 |                                                                                                  |                                          | bij Hoofdweg 303    | 53° 7' 40" NB, 7° 10' 17" OL | 520889 | Stookhut                                                                                       |
| Villaboerderij in eclectische stijl met neoclassicistische en art-nouveau-elementen               | Boerderij                 | 1906 (schuur ouder)                                                                              |                                          | Hoofdweg 245        | 53° 7' 20" NB, 7° 10' 2" OL  | 520891 | Villaboerderij in eclectische stijl met neoclassicistische en art-nouveau-elementen            |
| Tuinhuis met art-nouveau-elementen                                                                | Tuin, park en plantsoen   | 1906                                                                                             |                                          | bij Hoofdweg 245    | 53° 7' 30" NB, 7° 9' 47" OL  | 520892 | Meer afbeeldingen                                                                              |
| Voorm. marechausseekazerne                                                                        | Militair verblijfsgebouw  | ca. 1920                                                                                         |                                          | Hoofdweg 45-49      | 53° 6' 9" NB, 7° 8' 50" OL   | 520906 | Marechausseekazerne Voorm. marechausseekazerne                                                 |
| Schuur in bruine baksteen onder plat dak                                                          | Boerderij                 | ca. 1920                                                                                         |                                          | bij Hoofdweg 49     | 53° 6' 10" NB, 7° 8' 51" OL  | 520907 | Upload foto                                                                                    |
| Hervormde pastorie                                                                                | Dienstwoning              | 1913                                                                                             |                                          | Hoofdweg 223        | 53° 7' 12" NB, 7° 9' 58" OL  | 520909 | Hervormde pastorie                                                                             |
| Schuur in ambachtelijk-traditionele stijl                                                         | Bijgebouwen kastelen enz. | 1913                                                                                             |                                          | bij Hoofdweg 223    | 53° 7' 12" NB, 7° 9' 58" OL  | 520910 | Upload foto                                                                                    |
| Rentenierswoning in Overgangsstijl                                                                | Woonhuis                  | 1916                                                                                             | A.Th. van Elmpt                          | Hoofdweg 242        | 53° 7' 7" NB, 7° 9' 59" OL   | 520912 | Rentenierswoning in Overgangsstijl                                                             |
| Schuur in Overgangsstijl                                                                          | Boerderij                 | 1916                                                                                             |                                          | bij Hoofdweg 242    | 53° 7' 7" NB, 7° 9' 59" OL   | 520913 | Upload foto                                                                                    |
| Dwarshuisboerderij met voorhuis in eclectische stijl                                              | Boerderij                 | 1875 (voorhuis) (schuur ouder)                                                                   |                                          | Hoofdweg 86         | 53° 6' 22" NB, 7° 9' 16" OL  | 520922 | Dwarshuisboerderij met voorhuis in eclectische stijl                                           |
| Villaboerderij in regionale variant van de Amsterdamse Schoolstijl                                | Boerderij                 | 1932 1938 (uitbr.)                                                                               | E. Fekkers                               | Hoofdweg 167        | 53° 6' 54" NB, 7° 9' 48" OL  | 520923 | Villaboerderij in regionale variant van de Amsterdamse Schoolstijl                             |
| Woonhuis in eclectische stijl van voorm. villaboerderij                                           | Boerderij                 | 1895 1965 (aanbouw)                                                                              | Gebr. Snater                             | Hoofdweg 263        | 53° 7' 28" NB, 7° 10' 9" OL  | 520925 | Meer afbeeldingen                                                                              |
| Boerderij van het Oldambster type in ambachtelijk-traditionele stijl met eclectische elementen    | Boerderij                 | 1878 1942 of later (herst.) 1950 (wagenschuur)                                                   |                                          | Hoofdweg 119        | 53° 6' 32" NB, 7° 9' 24" OL  | 520926 | Boerderij van het Oldambster type in ambachtelijk-traditionele stijl met eclectische elementen |
| Rentenierswoning in eclectische stijl met aangebouwd achterhuis                                   | Woonhuis                  | 1880 1958 (verb.)                                                                                |                                          | Hoofdweg 221        | 53° 7' 10" NB, 7° 9' 58" OL  | 520927 | Meer afbeeldingen                                                                              |
| Herenhuis met aangebouwd achterhuis                                                               | Woonhuis                  | 1809 waarsch. 1875-1900 (huidige vorm)                                                           |                                          | Hoofdweg 256        | 53° 7' 17" NB, 7° 10' 5" OL  | 520928 | Herenhuis met aangebouwd achterhuis                                                            |
| Rentenierswoning in Overgangsstijl met aangebouwde (bij)keuken                                    | Woonhuis                  | 1909 1987 (uitbr.)                                                                               | A.Th. van Elmpt                          | Hoofdweg 244        | 53° 7' 8" NB, 7° 10' 0" OL   | 520929 | Rentenierswoning in Overgangsstijl met aangebouwde (bij)keuken                                 |
| Rentenierswoning in Overgangsstijl met aangebouwd achterhuis                                      | Woonhuis                  | 1914                                                                                             | C.J. Brill                               | Hoofdweg 3          | 53° 5' 56" NB, 7° 8' 31" OL  | 520930 | Rentenierswoning in Overgangsstijl met aangebouwd achterhuis                                   |
| Woonhuis in neorenaissancistische stijl van voorm. villaboerderij                                 | Boerderij                 | 1901 (herb.)                                                                                     | Gebr. Snater                             | Hoofdweg 252b       | 53° 7' 12" NB, 7° 10' 3" OL  | 520931 | Woonhuis in neorenaissancistische stijl van voorm. villaboerderij                              |
| Arbeiderswoning in ambachtelijk-traditionele stijl                                                | Woonhuis                  | waarsch. 1825-1850                                                                               |                                          | Meerlaan 3          | 53° 6' 26" NB, 7° 9' 29" OL  | 520932 | Arbeiderswoning in ambachtelijk-traditionele stijl                                             |
| Voorm. winkelwoning annex bakkerij met aangebouwde schuur                                         | Werk-woonhuis             | 1902 1947 (schuur) 1984 (verb.)                                                                  |                                          | Hoofdweg 237        | 53° 7' 15" NB, 7° 10' 0" OL  | 520933 | Meer afbeeldingen                                                                              |
| Oldambster dwarshuisboerderij in eclectische stijl                                                | Boerderij                 | 1879                                                                                             |                                          | Hoofdweg 148        | 53° 6' 39" NB, 7° 9' 42" OL  | 520934 | Meer afbeeldingen                                                                              |
| Oldambster dwarshuisboerderij in eclectische stijl met aangebouwde bijschuur                      | Boerderij                 | 1872 ca. 1900 (serre, bijschuur)                                                                 |                                          | Hoofdweg 136        | 53° 6' 37" NB, 7° 9' 39" OL  | 520935 | Meer afbeeldingen                                                                              |